# Parc animalier des Pyrénées
Le parc animalier des Pyrénées est un parc zoologique et animalier créé à Ayzac-Ost en 1999 sur environ 14 hectares.

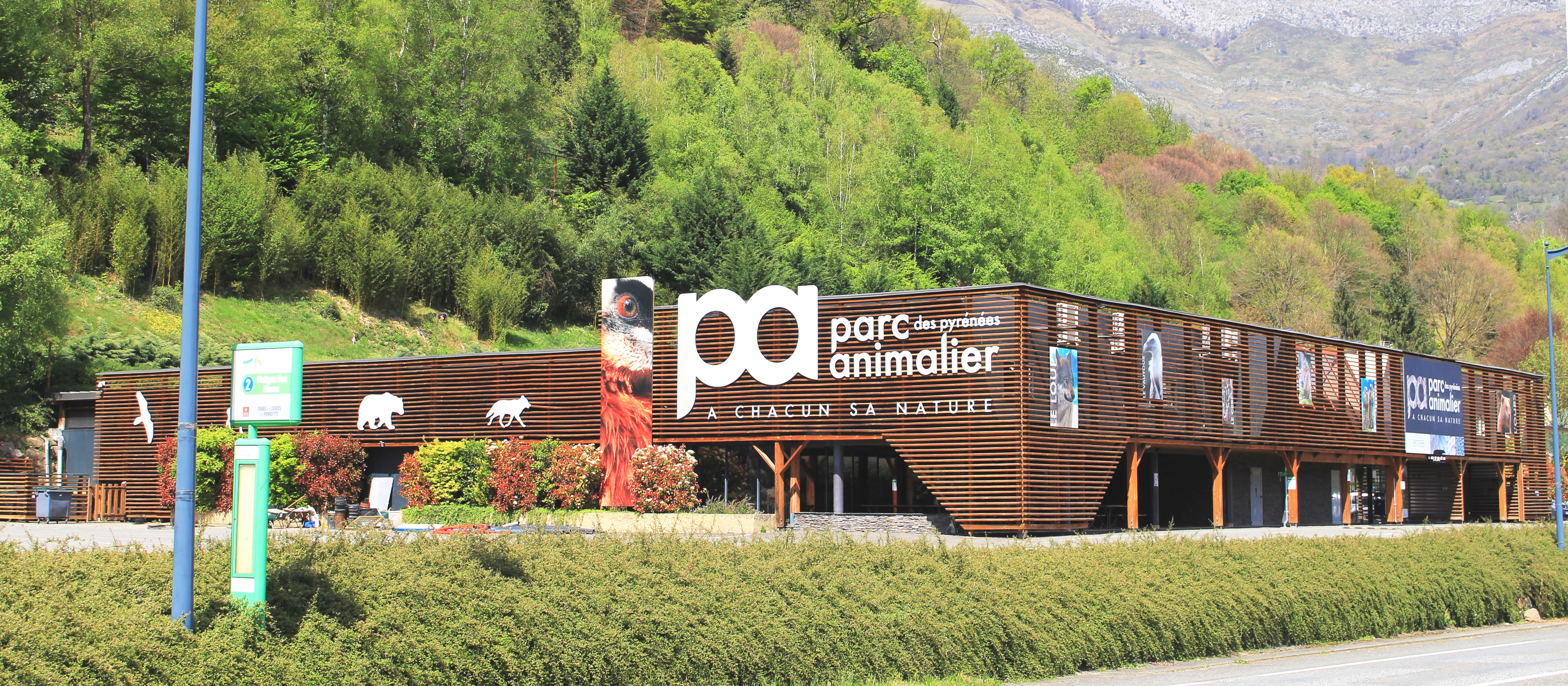
Entrée du parc en 2021.

## Historique
Le parc a été créé en 1999.
En 2012, le parc a créé la Fondation Pyrénées Conservation dont le but est de mener des projets de préservation de la biodiversité des Pyrénées. 
Le parc est membre de l'AFDPZ et est entré dans le cercle de l'EAZA qui réunit les grands zoos d'Europe.

## Localisation
Le Parc est situé à cheval sur les communes d'Argelès-Gazost et d'Ayzac-Ost dans les Hautes-Pyrénées, à 10 minutes de Lourdes et 25 minutes de Tarbes. Il est accessible par la voie verte des Gaves.

## Contenu
Le parc couvre 14 ha et héberge 600 animaux appartenant à plus de 100 espèces locales et exotiques : ours bruns, marmottes, vautours, chèvres, loups gris, loups noirs du Canada,, suricates, lémurs catta, mangoustes naines ou encore aras hyacinthe.

## La Fondation Pyrénées Conservation
Créée en 2012, elle vise à mener à bien des projets d'envergure nationale sur la préservation et la connaissance de la biodiversité des Pyrénées.
La fondation a participé à 5 projets d'envergure nationale liés au patrimoine naturel et sauvage des Pyrénées :
1. La réintroduction du Bouquetin ibérique dans la chaîne des Pyrénées françaises ;
2. Le plan de sauvetage et d'élevage du Vautour percnoptère ;
3. La réintroduction du Gypaète barbu dans le corridor des Grands Causses ;
4. Le sauvetage de l'oursonne orpheline Auberta ;
5. L'exposition « Ours » du Musée d'histoire naturelle de Toulouse ;

Plus de 75 000 € ont été mis à disposition de ces projets par la Fondation en 2 ans.

## Controverses
En juin 2025, douze personnes ainsi que le parc animalier comparaissent pour trafic d'animaux. L'enquête, commencée en 2015 sur signalement anonyme, rapporte que des oiseaux seraient capturés dans la région pour être présentés au public dans le parc, ce qui est interdit,,.

## Galerie
|                                  |
| Ours brun dans le parc animalier |

|                              |
| Isard dans le parc animalier |

### Vidéographie
- Reportage vidéo sur le parc (sur Dailymotion)